# Lucia Bronzetti
Lucia Bronzetti, née le 10 décembre 1998 à Rimini en Italie, est une joueuse de tennis italienne, professionnelle depuis 2016.
Elle a remporté cinq titres en simple et deux en double dames sur le circuit ITF. Elle remporte en 2023 son premier titre en simple sur le Circuit WTA lors du Tournoi de Rabat.

## Carrière
Lucia Bronzetti fait ses débuts sur le circuit WTA en double à l'Open d'Italie 2021, avec sa compatriote Nuria Brancaccio, après avoir reçu une wildcard. En simple, elle est quart de finaliste sur les tournois de Lausanne, Palerme et Portorož.
Elle débute en Grand Chelem à l'Open d'Australie 2022 en tant que qualifiée elle atteignant le deuxième tour en battant Varvara Gracheva, avant de perdre contre la no 1 mondiale, Ashleigh Barty.
Lors de l'Open de Miami 2022, elle a atteint les huitièmes de finale en tant que lucky loser après avoir sauvé une balle de match au premier tour contre Ajla Tomljanović, puis écarté Stefanie Vögele et profité du forfait d'Anna Kalinskaya. Elle perd contre Daria Saville après 3 heures de jeu. En conséquence, elle rentre dans le top 100 au 85e rang du classement WTA. Sur terre battue, elle remporte l'ITF de Chiasso et atteint les demi-finales à Rabat.
Elle atteint de nouveau les demi-finale en 2023 au tournoi marocain après s'être défaite de la Suédoise Rebecca Peterson (6-4, 7-6), de l'Allemande Tatjana Maria (6-7, 6-4, 7-5) et de l'Américaine Alycia Parks (6-2, 6-0). Elle ne concède également que deux jeux en demi-finale contre l'ancienne numéro quatre Sloane Stephens (6-1, 6-1) pour accéder à la troisième finale de sa carrière. Après deux échecs à ce stade l'année précédente, elle arrive à remporter son premier titre au bout d'un match disputé contre l'Autrichienne Julia Grabher (6-4, 5-7, 7-5).
Elle parvient un mois plus tard à disputer une autre finale sur le circuit WTA en éliminant de nouveau au premier tour de Bad Hombourg l'Autrichienne Julia Grabher (6-4, 6-1), renversant ensuite l'Égyptienne Mayar Sherif (1-6, 7-6, 6-3) et la récente naturalisée Française Varvara Gracheva (6-4, 6-3). Opposée initialement à la numéro une mondiale Iga Świątek en demi-finale, elle bénéficie de son forfait pour disputer la finale. Elle tombe à ce stade contre la spécialiste de double Kateřina Siniaková (2-6, 6-7).
En février 2025, elle part disputer le tournoi de Cluj en Roumanie et bat l'ancienne numéro une et locale Simona Halep (6-1, 6-1) qui annonce sa retraite à l'issue du match. Elle enchaîne alors les victoires sur Peyton Stearns (6-2, 7-6), sa compatriote Elisabetta Cocciaretto (6-1, 6-4) et profite de l'abandon de la Tchèque Kateřina Siniaková (4-0 ab.), spécialiste de double pour jouer sa première finale sur dur contre la tête de série numéro une. Elle s'effondre après un bon premier set (6-4, 1-6, 2-6) et laisse le trophée à la Russe  Anastasia Potapova.

## Palmarès

### Titre en simple dames
| No | Date       | Nom et lieu du tournoi                          | Catégorie | Dotation  | Surface      | Finaliste     | Score         |          |
| -- | ---------- | ----------------------------------------------- | --------- | --------- | ------------ | ------------- | ------------- | -------- |
| 1  | 21-05-2023 | Grand Prix SAR La Princesse Lalla Meryem, Rabat | WTA 250   | 259 303 $ | Terre (ext.) | Julia Grabher | 6-4, 5-7, 7-5 | Parcours |

### Finales en simple dames
| No | Date       | Nom et lieu du tournoi                                     | Catégorie | Dotation  | Surface      | Vainqueure         | Score         |          |
| -- | ---------- | ---------------------------------------------------------- | --------- | --------- | ------------ | ------------------ | ------------- | -------- |
| 1  | 18-07-2022 | 33rd Palermo Ladies Open, Palerme                          | WTA 250   | 251 750 $ | Terre (ext.) | Irina-Camelia Begu | 6-2, 6-2      | Parcours |
| 2  | 25-06-2023 | Bad Homburg Open presented by Engel & Volkers, Bad Homburg | WTA 250   | 259 303 $ | Gazon (ext.) | Kateřina Siniaková | 6-2, 7-65     | Parcours |
| 3  | 03-02-2025 | Transylvania Open, Cluj-Napoca                             | WTA 250   | 275 094 $ | Dur (int.)   | Anastasia Potapova | 4-6, 6-1, 6-2 | Parcours |

### Titre en simple en WTA 125
| No | Date       | Nom et lieu du tournoi           | Catégorie | Dotation  | Surface      | Finaliste    | Score          |          |
| -- | ---------- | -------------------------------- | --------- | --------- | ------------ | ------------ | -------------- | -------- |
| 1  | 08-07-2024 | Grand Est Open 88, Contrexéville | WTA 125   | 115 000 $ | Terre (ext.) | Mayar Sherif | 6-4, 64-7, 7-5 | Parcours |

### Finale en simple en WTA 125
| No | Date       | Nom et lieu du tournoi         | Catégorie | Dotation  | Surface    | Vainqueure          | Score    |          |
| -- | ---------- | ------------------------------ | --------- | --------- | ---------- | ------------------- | -------- | -------- |
| 1  | 14-08-2022 | Odlum Brown VanOpen, Vancouver | WTA 125   | 115 000 $ | Dur (ext.) | V. Grammatikopoúlou | 6-2, 6-4 | Parcours |

### Finale en double mixte
| No | Date       | Nom et lieu du tournoi | Catégorie | Dotation | Surface    | Vainqueures                            | Partenaire     | Score        |          |
| -- | ---------- | ---------------------- | --------- | -------- | ---------- | -------------------------------------- | -------------- | ------------ | -------- |
| 1  | 16-07-2025 | Hopman Cup XXXII Bari  | ITF       | NC       | Dur (ext.) | Bianca Andreescu Félix Auger-Aliassime | Flavio Cobolli | 2 matchs à 1 | Parcours |

## Parcours en Grand Chelem

### En simple dames
| Année | Open d'Australie | Open d'Australie   | Internationaux de France | Internationaux de France | Wimbledon       | Wimbledon          | US Open         | US Open             |
| ----- | ---------------- | ------------------ | ------------------------ | ------------------------ | --------------- | ------------------ | --------------- | ------------------- |
| 2021  | —                | —                  | —                        | —                        | —               | —                  | Q1              | V. Grammatikopoúlou |
| 2022  | 2e tour (1/32)   | Ashleigh Barty     | 1er tour (1/64)          | Jeļena Ostapenko         | 1er tour (1/64) | Ann Li             | 1er tour (1/64) | Lauren Davis        |
| 2023  | 1er tour (1/64)  | Laura Siegemund    | 1er tour (1/64)          | Ons Jabeur               | 1er tour (1/64) | Jaqueline Cristian | 3e tour (1/16)  | Zheng Qinwen        |
| 2024  | 1er tour (1/64)  | Lesia Tsurenko     | 1er tour (1/64)          | Naomi Osaka              | 1er tour (1/64) | Leylah Fernandez   | 2e tour (1/32)  | Aryna Sabalenka     |
| 2025  | 2e tour (1/32)   | Jaqueline Cristian | 1er tour (1/64)          | Ekaterina Alexandrova    | 2e tour (1/32)  | Mirra Andreeva     |                 |                     |

N.B. : à droite du résultat se trouve le nom de l'ultime adversaire.

### En double dames
| 2022 | —                                                                                       | —                                                                                    | 1er tour (1/32) J. Lohoff \|\| style="text-align:left;" \| C. McNally Zhang S.   | 1er tour (1/32) J. Lohoff \|\| style="text-align:left;" \| Xu Y. Yang Z.               | 1er tour (1/32) C. Osorio \|\| style="text-align:left;" \| C. Dolehide S. Sanders |
| 2023 | 1er tour (1/32) E. Cocciaretto \|\| style="text-align:left;" \| L. Chan A. Guarachi     | —                                                                                    | —                                                                                | 1er tour (1/32) V. Tomova \|\| style="text-align:left;" \| M. Kato A. Sutjiadi         | 1er tour (1/32) E. Hozumi \|\| style="text-align:left;" \| Ka. Plíšková D. Vekić  |
| 2024 | 1er tour (1/32) H. Watson \|\| style="text-align:left;" \| Wang Y. Yuan Y.              | 1er tour (1/32) K. Zimmermann \|\| style="text-align:left;" \| E. Hozumi M. Ninomiya | 1er tour (1/32) V. Gracheva \|\| style="text-align:left;" \| E. Navarro D. Parry | 1er tour (1/32) L. Samsonova \|\| style="text-align:left;" \| K. Siniaková T. Townsend |                                                                                   |
| 2025 | 2e tour (1/16) A. Kalinina \|\| style="text-align:left;" \| B. Haddad Maia L. Siegemund | 1/8 de finale A. Li \|\| style="text-align:left;" \| V. Kudermetova E. Mertens       | 1er tour (1/32) A. Li \|\| style="text-align:left;" \| O. Gadecki D. Krawczyk    |                                                                                        |                                                                                   |

N.B. : le nom de la partenaire se trouve sous le résultat ; les noms des ultimes adversaires se trouvent à droite.

## Parcours en WTA 1000
Les tournois WTA « Premier Mandatory » et « Premier 5 » (entre 2009 et 2020) et WTA 1000 (à partir de 2021) constituent les catégories d'épreuves les plus prestigieuses, après les quatre levées du Grand Chelem. 

De 2009 à 2023, les tournois Premier Mandatory (dits tournois WTA 1000 obligatoires entre 2021 et 2023) regroupent Indian Wells, Miami, Madrid et Pékin, les autres constituant les tournois Premier 5 (tournois WTA 1000 non-obligatoires). À partir de 2024, le nombre de tournois WTA 1000 passe à 10 par saison (fin de l’alternance Doha / Dubaï), ces derniers devenant tous obligatoires et offrant tous 1000 points à la vainqueure (contre 900 points précédemment pour les tournois Premier 5).

### En simple dames
| Année |       |              |         |                             |                             |                             |                             |                           |                                   |                          |  |                        |
| Doha  | Dubaï | Indian Wells | Miami   | Madrid                      | Rome                        | Canada                      | Cincinnati                  | Pékin                     |                                   | Wuhan                    |  |                        |
| Doha  | Dubaï | Indian Wells | Miami   | Madrid                      | Rome                        | Canada                      | Cincinnati                  | Pékin                     | Guadalajara                       |                          |  |                        |
| Doha  | Dubaï | Indian Wells | Miami   | Madrid                      | Rome                        | Canada                      | Cincinnati                  | Pékin                     |                                   |                          |  |                        |
| 2022  |       |              | WTA 500 |                             | 4e tour (1/8) D. Saville    |                             | 1er tour (1/64) C. Osorio   |                           |                                   | Hors calendrier          |  |                        |
| 2023  |       | WTA 500      |         | 1er tour (1/64) B. Pera     | 1er tour (1/64) L. Nosková  | 1er tour (1/64) L. Tsurenko | 1er tour (1/64) D. Kovinić  | 1er tour (1/32) B. Bencic |                                   |                          |  |                        |
| 2024  |       |              |         | 3e tour (1/16) C. Gauff     | 1er tour (1/64) T. Townsend | 2e tour (1/32) E. Rybakina  | 1er tour (1/64) S. Kenin    |                           | 1er tour (1/32) J. Bouzas Maneiro | 1er tour (1/64) N. Osaka |  | 2e tour (1/16) Wang Xn |
| 2025  |       |              |         | 3e tour (1/16) A. Sabalenka | 2e tour (1/32) M. Sákkari   | 2e tour (1/32) M. Keys      | 2e tour (1/32) L. Siegemund | 2e tour (1/32) C. Tauson  | 4e tour (1/8) C. Gauff            |                          |  |                        |

Sous le résultat, l’ultime adversaire.
1. 1 2   Les tournois de Doha et Dubaï alternent le statut de tournoi WTA 1000 (ex Premier 5) entre 2009 et 2023 : les trois premières éditions ont lieu à Dubaï, les trois suivantes à Doha, puis Dubaï accueille le tournoi de cette catégorie les années impaires et Dubaï les années paires. De 2011 à 2023, la ville qui n’accueille pas de WTA 1000 organise à la place un tournoi WTA 500 (ex Premier).
2. 1 2 3 4 5 6 7   L’ordre de déroulement des tournois a évolué depuis 2009 : Rome se dispute avant Madrid et Cincinnati avant Montréal/Toronto jusqu’en 2010, tandis que Tokyo (2009-2013)-Wuhan (2014-2019, 2024-)-Guadalajara (2022-2023) ont lieu avant Pékin jusqu’en 2023.
3. ↑  Le 1er décembre 2021, le président de la WTA, Steve Simon, annonce que tous les tournois prévus en Chine et à Hong Kong sont suspendus à partir de 2022, en raison de préoccupations concernant la sécurité et le bien-être de la joueuse de tennis chinoise Peng Shuai après ses allégations de relations sexuelles non-consenties avec Zhang Gaoli, membre de haut rang du Parti communiste chinois. Le tournoi de Pékin revient en 2023. Le tournoi de Guadalajara remplace celui de Wuhan pendant deux ans, ce dernier réapparaissant en 2024.

## Parcours aux Jeux olympiques

### En simple dames
| # | Date       | Nom de l'olympiade         | Surface             | Résultat        | Ultime adversaire | Score    |          |
| - | ---------- | -------------------------- | ------------------- | --------------- | ----------------- | -------- | -------- |
| 1 | 27/07/2024 | Olympic Tennis Event Paris | Terre battue (ext.) | 1er tour (1/32) | Donna Vekić       | 6-2, 7-5 | Parcours |

### En double dames
| # | Date       | Nom de l'olympiade         | Surface             | Résultat        | Partenaire             | Ultimes adversaires                | Score    |          |
| - | ---------- | -------------------------- | ------------------- | --------------- | ---------------------- | ---------------------------------- | -------- | -------- |
| 1 | 27/07/2024 | Olympic Tennis Event Paris | Terre battue (ext.) | 1er tour (1/16) | Elisabetta Cocciaretto | Cristina Bucșa Sara Sorribes Tormo | 6-1, 6-2 | Parcours |

## Classements WTA en fin de saison
| Année          | 2016 | 2017 | 2018 | 2019 | 2020 | 2021 | 2022 | 2023 | 2024 |
| Rang en simple | 720  | 688  | 489  | 361  | 339  | 145  | 56   | 64   | 78   |
| Rang en double | 1248 | 1074 | 640  | 530  | 596  | 396  | 585  | 891  | 278  |

Source : (en) Classements de Lucia Bronzetti sur le site officiel de la Fédération internationale de tennis